# Udruga Široko – Niš
Udruga Široko je kulturna udruga Hrvata iz Niša. Sjedište je u Nišu, Jug Bogdanova 1. Predsjednica je Ivanka Spasiš, a tajnik Miro Čavara. Udruga djeluje od 2017. godine. Udruga je organizirala božićne koncerte.